# Celebrity (TV-serie)
Celebrity (koreanska: Selleobeuriti) är en sydkoreansk thriller- och dramaserie från 2023 som hade premiär på strömningstjänsten Netflix den 30 juni 2023. Första säsongen består av tolv avsnitt. Seriens manus har skrivits avKim Yi-young och regisserad av Kim Cheol-kyu.

## Handling
Serien handlar om den sydkoreanska influerarscenen och kretsar kring den unga kvinnan Seo A-ri som över en natt slår igenom stort på sociala medier och blir superkändis på köpet. Med kändisskapet, pengarna och makten kommer även avundsjuka och hot.

## Rollista (i urval)
- Park Gyu-young - Seo Ah-ri
- Kang Min-hyuk - Han Jun-kyung
- Lee Chung-ah - Yoon Shi-hyeon
- Lee Dong-gun - Jin Tae-jeon
- Jun Hyo-seong - Oh Min-hye